# Jelena Lolović
Jelena Lolović (Sarajevo, 14. srpnja 1981.) je alpska skijašica iz Srbije. 
Članica je skijaškog kluba "Čukarički" iz Beograda.
Jelena se natječe u svim disciplinama Svjetskog kupa. Najbolje rezultate bilježi u tehničkim disciplinama. Svoj premijerni nastup u Svjetskom kupu imala je 19. siječnja 2002.  u austrijskom Bischofswiesenu. Svoje prve bodove osvojila je u Semmeringu 29. prosinca 2006. u slalomskoj utrci, kada je bila 22. Tada je postala prva srpska skijašica kojoj je to uspjelo. Dosadašnji najbolji plasman joj je 21. mjesto iz Kranjske Gore 6. siječnja 2007. u veleslalomu.

## Vanjske poveznice
- Službena stranica